# Chapeau (Québec)
Pour les articles homonymes, voir Chapeau (homonymie).
Chapeau est un village compris dans le territoire de la municipalité de L'Isle-aux-Allumettes dans la municipalité régionale de comté de Pontiac au Québec. Il est situé le long du canal Culbute de la rivière des Outaouais.
Scindé de la municipalité de canton d'Isle-aux-Allumettes en 1874 afin de constituer une municipalité de village, il y est fusionné de nouveau en 1998.